# 楊渡
楊渡（1958年2月20日—），本名楊炤濃，出生於台灣臺中市烏日區，早期創辦《春風》詩刊，大學畢業後曾經在黨外雜誌執筆批判時政，批評國民黨，並為林正杰等黨外人士助選台北市議員，之後又替陳文成之死寫澄清文章，之後加入黨外雜誌大地生活，後轉任記者，曾任《中國時報》副總主筆、《中時晚報》總主筆、輔仁大學兼任講師、中國國民黨文傳會主委，曾任中華文化總會秘書長，現為自由作家。曾獲得時報文學獎，並出版多本文學著作。

## 經歷
- 雜誌主編：1983年至1984年，編輯《春風詩叢刊》，共有四集：《獄中詩》《山地人詩抄》《海外詩抄》《崛起的詩群》。其中《山地人詩抄》是第一本以原住民創作與故事為主體所刊行的文學專集。莫那能自此開始寫詩。
- 《美洲中國時報》編輯：1983年至1984年，擔任《美洲中國時報》主編，編輯電影版面。《美洲中時》停刊後，曾短暫至文化大學兼課。
- 《時報新聞週刊》記者：1985至1988年，擔任時報新聞周刊記者，負責專題採訪，尤其是社會運動。依據台大新聞所《黑夜中尋找星星》一書所載，他採訪時拜介入社會運動，例如協助鹿港反杜邦運動，並協助反杜邦運動領導人李棟樑首度提出「杜邦設立，需鹿港公投」的「公投」概念。曾協助蔡仁堅反新竹李長榮化工。此時並兼任《新環境》雜誌主編，1987年，邀請柴松林、陳映真、張國龍等人，至恆春舉辦全台灣第一場反核運動。
- 1988年報導農民運動之始。其理念以「推動社會進步是記者的天職」而自期。此時著作為《民間的力量》（獲得年度十大推薦好書）與《強控制解體》。
- 《中時晚報》記者、撰述委員、副總主筆、總主筆。1988年擔任《中時晚報》〈新環境採訪小組〉召集人，帶動記者，以社會運動觀點，採訪勞工、學生、農民、人權、婦女、原住民等社會運動議題。
- 1989年三月，赴中國大陸採訪兩會，訪問嚴家其、方勵之、李洪林等學者。五月下旬，再赴北京採訪學生運動，在天安門廣場經歷六四事件，同事徐宗懋因中彈緊急送醫，楊渡親身目睹醫院內幕，其後寫成《天安門紀事》一書。
- 1990年，擔任《中時晚報》撰述委員，開始在中國大陸各地採訪，深入了解中國大陸民間社會，試圖描述未來變化趨勢。1995年，寫作《大逆轉──世紀末透視中國》一書。1996年，擔任《中時晚報》總主筆。
- 輔仁大學兼任講師：1991年開始，至2007年。
- 《中國時報》執行副總主筆。1997年至2002年。
- 《中時晚報》總主筆。2002年至2006年。
- 中國國民黨文傳會主委：2007年因馬英九邀請，離開《中國時報》，擔任國民黨文傳會主委，希望改變民粹式的仇恨政治語言，改變政治文化。2007年十月離職，依據《黑夜中尋找星星》一書所載：他離開時寫詩為自己的自由慶賀。
- 2007年，製作記錄片《如果我必須死一千次》記錄日治時期農民領袖簡吉與台灣左翼運動的歷史，本片榮獲2008年第六屆《台灣國際紀錄片雙年展》國際競賽短片入選影片 。
- 中華文化總會秘書長：2008年11月起，擔任中華文化總會秘書長。2009年完成總統府《文化創意產業圓桌論壇》研究計劃，撰寫文創發展建議書。與中國大陸教育部合作，主持《兩岸合編中華語文大辭典》編撰計劃，歷時七年，出版兩本相關辭典：《兩岸常用辭典》及《兩岸每日一詞》。相關辭典內容並由唐鳳主持，作為免費供使用之《兩岸中華語文大辭典》萌典。
- 2010年起，與北京中國藝術研究院合作，舉辦〈兩岸漢字藝術節〉，一年在中國大陸，一年在台灣，後曾至山東台兒莊、常熟、貴州等地舉辦。得到兩岸文化界的重視。至2016年，共舉辦七屆。
- 2014年，出版《水田裡的媽媽》長篇小說，呈現台灣戰後世代的生命史，以及一九七〇年代，台灣經濟發展的故事。此書獲〈台灣文學獎〉2015年入選五本長篇小說獎提名。
- 2015年，出版《暗夜裡的傳燈人》一書，寫出一九四九年，自中國大陸渡海來台知識份子如何在戒嚴時代，傳遞思想與文化的燈火，為時代作見證。
- 2016年，《水田裡的媽媽》由中國大陸三聯書店出版，改名為《一百年漂泊》獲騰訊年度十大好書獎，中國圖書十大好書獎等。同年，《暗夜傳燈人》在中國大陸出版。台灣則出版詩集《下一個世紀的星辰》，與短篇小說集《九天九夜》。
- 2017年，中國大陸三聯書店出版《在台灣看見歷史》一書，獲得2017年中央人民廣播電台《海峽兩岸年度作家獎》。
- 2021年六月，出版《未燒書》，被獲選為梁實秋文學獎首屆〈散文大師獎〉。
- 2022年六月，女兒楊茵絜因甲狀腺亢進風暴與感染新冠過世，心碎。一夕白髮。
- 2023年，與管中閔合著《大學的脊梁》一書出版，以報導文學之筆，再現當年台大校長遴選事件始末，為歷史留下見證。該書甫一出版，市面搶購，書店幾乎無存書，形成一股風潮。
- 2024年，出版新版《暗夜傳燈人》與《我們如何記憶這時代──報導文學十三講》。

## 著作
- 《南方》（1984年，詩集，自費出版）
- 《民間的力量》（1987年，遠流出版社）
- 《強控制解體》（1988年，遠流出版社）
- 《天安門紀事》（1989年，時報文化出版）
- 《解體分裂的年代》（1991年，三民書局，三民叢刊18）
- 《兩岸迷宮遊戲》（1992年，三民書局，三民叢刊43）
- 《大逆轉──世紀末透視中國》（1996年，天下雜誌出版）
- 《日據時期台灣新劇運動》（1997年，時報文化出版）
- 《鐵腕金融情-何顯重的一生》（1997年，商周出版）
- 《三兩個朋友》長篇散文集（2000年，大塊文化出版）
- 《飄流萬里》散文集（2004年，九歌出版）
- 《簡吉──台灣農民運動史詩》（2009年，南方家園出版社，ISBN 978-986-827-953-7 〉（2014年修訂版，ISBN 978-986-907-100-0）
- 《如果我必須死一千次──台灣左翼紀事》（擔任製片）（2008年，南方家園出版社〉
- 《紅雲──嚴秀峰傳》（2011年，南方家園出版社）
- 《刺客的歌──長詩集》（2012年，南方家園出版社〉
- 《水田裡的媽媽》（2014年，長篇紀實小說。南方家園出版社）
- 《一百年漂泊》（2016年，北京，三聯書店出版）。
- 《下一個世紀的星辰》（2016年，台灣南方家園出版社）
- 《九天九夜》（2016年，短篇小說集，台灣南方家園出版社）
- 《暗夜傳燈人》（2016年，北京，中國文史出版社）。
- 《在台灣看見歷史》（2017年，北京，三聯書店）
- 《有溫度的台灣史》（2018年，台北，南方家園出版社）
- 《1624──顏思齊與大航海時代》（2019年，台北南方家園出版社）
- 《未燒書》（2021年，聯經出版社）
- 《澎湖灣的荷蘭船》（2021年，南方家園出版社）
- 《缺席的島嶼故事》（2022年，《有溫度的台灣史》大陸版出版，三聯書店）
- 《大學的脊梁》（2023年，時報出版公司）
- 《1624──顏思齊與大航海時代》（2023年，北京，九洲出版社）
- 《澎湖灣的荷蘭船──十七世紀荷蘭人怎麼來到台灣》 （2024年，北京，九洲出版社）
- 《大學的脊梁──台大校長遴選事件》楊渡、管中閔合著  （2023年，台北，時報出版公司）
- 《暗夜傳燈人》 （2024年  台北，時報出版公司）
- 《我們如何記憶這時代──報導文學十三講》  （2024年，台北，南方家園出版社）

### 記錄片製作
- 《記錄片製作：如果我必須死一千次〉
- 《記錄片製作：還原二二八〉
- 《記錄片製作：尋找二二八的沉默母親──林江邁的故事〉
- 《劉國松：藝術的叛逆叛逆的藝術(書＋DVD)》（2012年，台灣南方家園出版社）

## 個人爭議
楊渡在2006年台灣的倒扁運動期間，在中時電子報發表名為《不敢動亂，倒扁免談》的文章，認為「以群眾運動，讓台灣陷入動亂，十天，二十天。當陳水扁政府無法管理台灣，無法安定社會秩序，整個台灣在崩潰邊緣，美國才有理由出手，叫陳水扁下台。因為他再不下台，中共可能出手，美國也受不了。」。有人認為其主張已經觸及內亂及煽動罪，但亦有人附和其主張。
事件爆發後，楊渡對此篇文章的回應是：「我不是倡議動亂，而只是一種冷靜的新聞事件分析。」「坐在權力位置上的民進黨人，開始用戒嚴時代的口吻，大打安定牌，但台灣現在的社會條件已經不再是當年，人們在民主社會生活過很久了，不再害怕群眾運動，更不會被嚇唬到。」；而他所分析的美國介入真的發生，美國支持陳水扁，倒扁運動因此進入沈寂。詳見楊渡著《紅花雨》一書。
楊渡在2006年7月21日《中國時報》「轉型正義？放屁」一文指：「白色恐怖是紅色革命者的歷史，而紅色革命親中共，親中共，就是親中國，所以他們被迫害的歷史遠遠比二二八多十倍以上，但民進黨就是假裝沒看見。」言詞批判當時提倡「轉型正義」者，在民進黨執政六年後，才倡此說，是為陳水扁的貪污行為「抹粉」。
2006年，楊渡曾製作《還原二二八》與《尋找二二八的沉默母親──林江邁》兩部紀錄片，採訪賣菸婦人林江邁的女兒林明珠，由於林明珠當時已經十歲，明白人事，以其為女兒，在重男輕女的當時環境下，無法上學，（其長兄必須上學，不在台北），所以在台北陪母親林江邁賣菸。她是在場的見證者，其證言具有真實性，且林江邁後來將林明珠嫁給陳誠的隨扈警官。
2018年12月，指出日治時期日人為了報復「噍吧哖事件（又稱西來庵事件）」大舉屠村，還刻意留女不留男，並強行將地名「噍吧哖」改名為與日本著名風化區「玉ノ井」相似的「玉井」，意在羞辱台灣。但文化大學新聞系副教授莊伯仲表示，「噍吧哖」源自原住民西拉雅族「噍吧哖社」（英文拼音為Tapani），而玉井英文拼音為Tamai，應是發音相近而取名。且台灣「玉井」在1920年改名，而日本東京「玉ノ井」是1923年關東大地震後才繁榮，兩者時間點完全對不上。但楊渡堅持採信當事人簡娥（噍吧哖事件犧牲者的女兒）的兒子陳國哲的說法，認為受害者的第一手證詞，才是最真實的，莊伯仲只是後人用語音猜測，根本不符學術原則。

## 外部連結
- 中華文化總會 （页面存档备份，存于）
- 楊渡的部落格 （页面存档备份，存于）